# Milionář na cestách
Milionář na cestách (1896, Clovis Dardentor) je méně známý dobrodružný román francouzského spisovatele Julesa Verna z jeho cyklu Podivuhodné cesty (Les Voyages extraordinaires). Česky román také vyšel pod názvem Clovis Dardentor, což je originální název knihy.

## Obsah románu

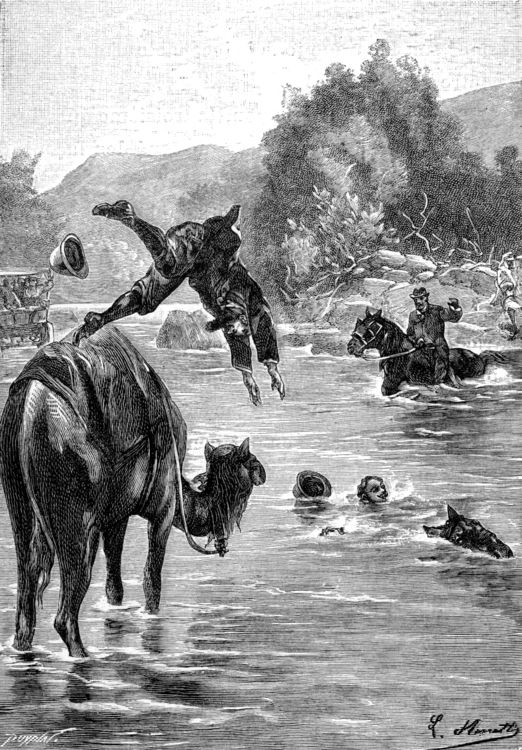
MIlionář na cestách, původní ilustrace Léona Benetta.

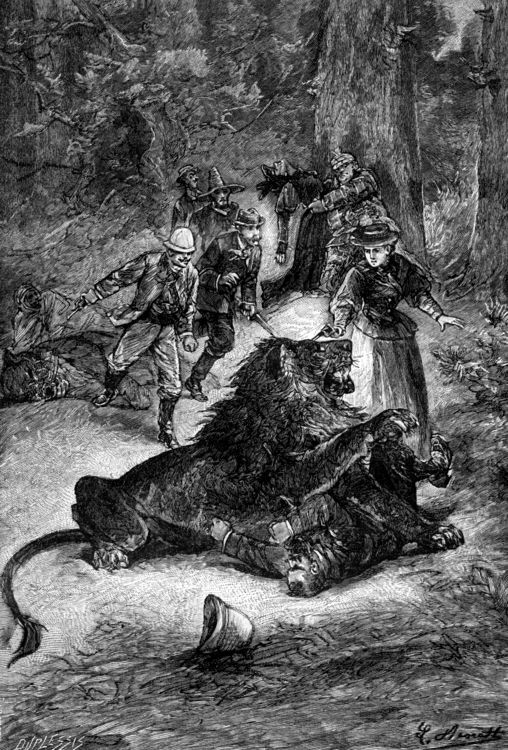
MIlionář na cestách, původní ilustrace Léona Benetta.

Kniha je spíše cestopisem s lehce načrtnutým příběhem, jehož vývoj je celkem předvidatelný. Sám Verne v závěru románu píše, že toto vypravování považuje za „vaudeville bez kupletů s obligátním rozuzlením – sňatkem“.
Román vypráví příběh dvou bratranců, Jeana Taconnata a Marcela Lornanse, kteří cestují lodí z Cette (druhý největší středomořský francouzský přístav ležící poblíž Montpellier) do Oranu v Alžírsku, aby z důvodů svých finančních problémů vstoupili do sedmého regimentu Afrických střelců (Chaussers d'Afrique). Na palubě lodi se setkají s poměrně nepříjemným panem a paní Désirandellovými a s jejich neschopným synem Agathoklesem, kteří se rovněž plaví do Oranu, ke se má Agathokles setkat s dívkou Louisou Elissanovou, se kterou se má podle dávné dohody jejich rodičů oženit. Na této cestě doprovází rodinu Désirandellových jejich rodinný přítel, bohatý průmyslník Clovis Dardentor. Z diskuzí na palubě lodi oba bratranci zjistí, že Dardentor je svobodný muž bez závazků a nemá žádného dědice, kterému by odkázal své bohatství. Dardentorovi se nelíbí, že by po jeho smrti propadl jeho majetek státu, a chce proto někoho adoptovat. Zákony adopce jsou však velice přísné, zejména paragraf o tom, že adoptující musí pečovat o adoptovaného v době jeho nezletilosti nepřetržitě po dobu nejméně šesti let. Zákon ovšem povoluje jednu výjimku: pokud by adoptovaný zachránil adoptujícímu život (například v boji nebo tím, že by ho vynesl z plamenů nebo z vody), adopci nic nebrání. To vnukne Jeanovi a Marcelovi nápad, že by jeden z nich mohl Dardentorovi zachránit život, on by ho tak mohl adoptovat, a tím by se vyřešily jejich finanční problémy.
Po příjezdu do Oranu se všichni seznámí s Luisou, do které se Marcel zamiluje. Dardentor pozve celou společnost na dlouhý výlet vlakem a povozy po alžírském venkově. Na trase o délce 650 kilometrů by cestující měli navštívit Saidu, Dayu, Sebdu, Tlemcen a Sidi Bel Abbes. Jean a Marcel se cesty s nadšením zúčastní, neboť se tím jednak oddálí jejich vstup do vojska, a jednak věří, že se jim na cestě naskytne příležitost zachránit Dardentorovi život. Marcel je navíc spokojen, že bude na cestě ve společnosti Luisy, což nelibě nese paní Désirandellová.
Ironií osudu je, že je to právě Clovis Dardentor, který na cestě zachrání život obou mladíkům. Marcela vynese z hořícího vlaku a pro Jeana skočí do vody, když s ním jeho kůň zmizí pod hladinou při brodění přes řeku. Dardentora před smrtí zachrání nakonec Luisa, když je skupinka cestujících napadena lvy. Clovis Dardentor pak Luisu adoptuje, a ta se k obrovskému vzteku Désirandellových provdá za Marcela. Dardentor navíc prohlásí, že Jeana bude považovat za svého synovce, takže ani jeden z mladíků nemusí vstoupit do francouzské armády.

## Ilustrace
Knihu Milionář na cestách ilustroval Léon Benett.

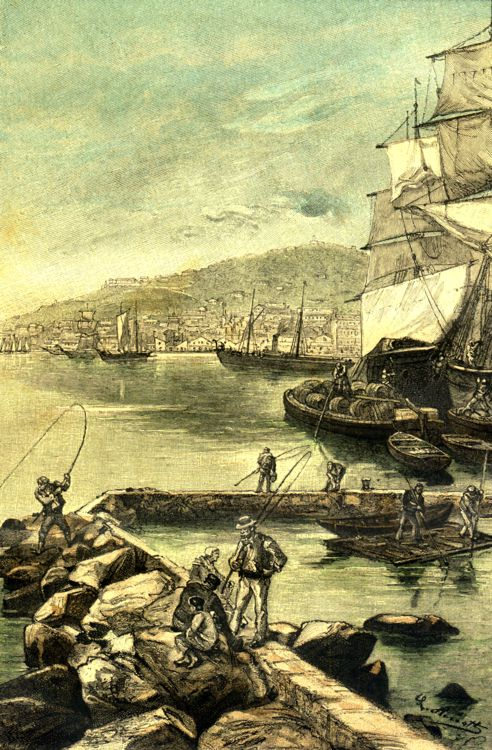
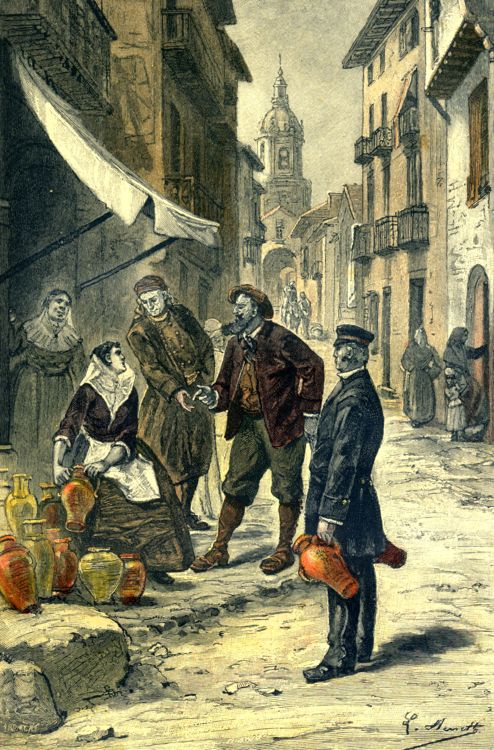
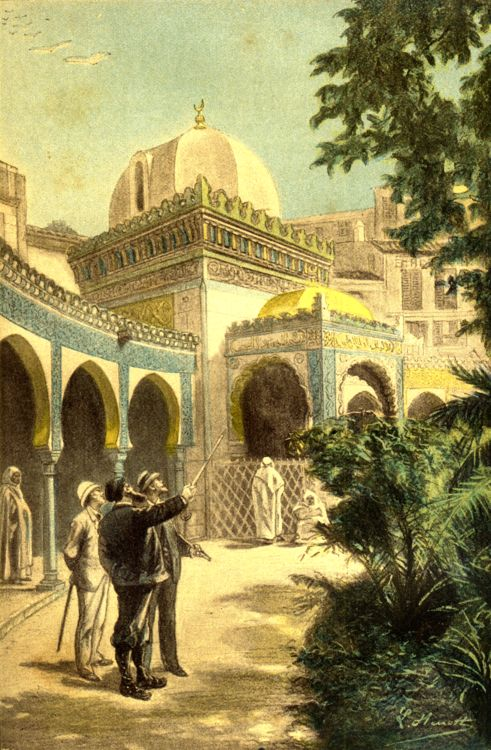
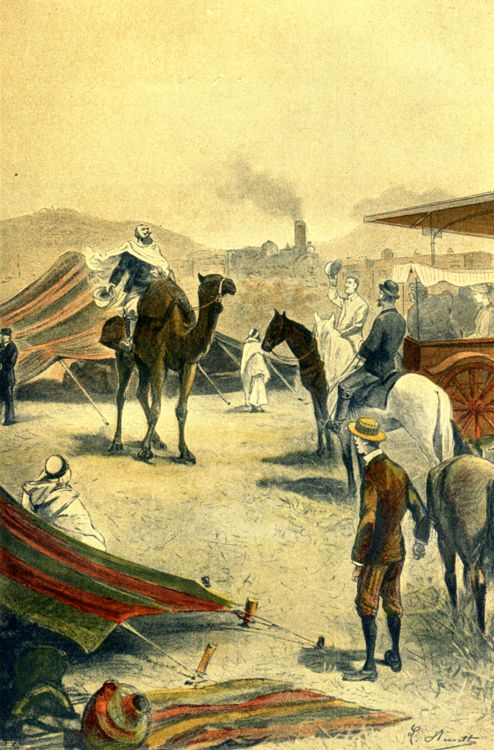
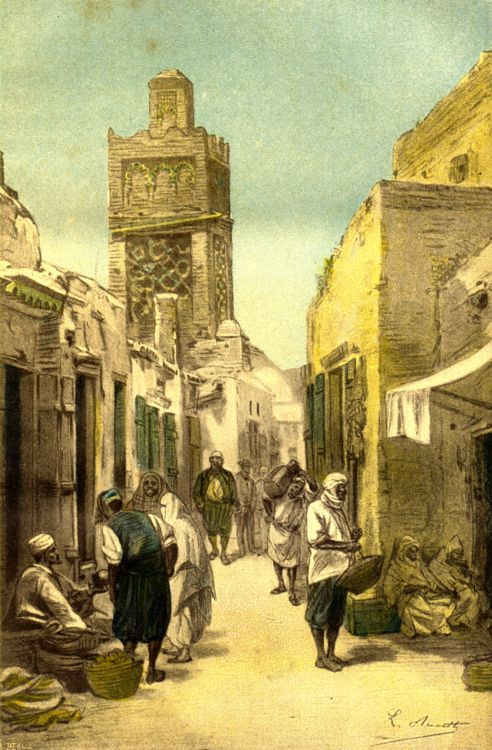

## Česká vydání
- Clovis Dardentor, Bedřich Kočí, Praha 1908, přeložil Vítězslav Unzeitig,
- Milionář na cestách, Josef R. Vilímek, Praha 1930, přeložil Vítězslav Unzeitig,
- Milionář na cestách, Návrat, Brno 1996, přeložil Vítězslav Unzeitig, znovu 2008.
- Milionář na cestách, Nakladatelství Josef Vybíral, Žalkovice 2013, přeložil Vítězslav Unzeitig.
- Plovoucí město, Milionář na cestách, Omega, Praha 2017, přeložil Vítězslav Unzeitig.
- Milionář na cestách, Omega Praha 2022, přeložil Vítězslav Unzeitig.